# Petra Laseur
Petra Maria Laseur, née le 26 novembre 1939 à Amsterdam et morte le 11 avril 2025 dans la même ville, est une actrice néerlandaise.

## Biographie
Petra Laseur est née le 26 novembre 1939. Elle vient d'une famille de divertissement avec sa mère Mary Dresselhuys et son père Cees Laseur qui sont tous deux acteurs. Petra Laseur a reçu sa formation à l'École de théâtre d'Amsterdam. Elle a commencé sa carrière sur scène en 1959 et a été associée à la troupe de théâtre Publiekstheater d'Amsterdam pendant de nombreuses années. Plus tard, elle a enseigné dans une école d'art dramatique.
En avril 2024, Petra Laseur a annoncé qu'elle était en phase terminale de son cancer et qu'elle ne voulait pas de traitement. Elle est décédée le 11 avril 2025 à l'âge de 85 ans.

## Cinéma
- Het afscheid (nl) (1966)
- There's no place like home (1974)
- Flanagan (1975)
- Achter glas (1981)
- De mannetjesmaker (1983)
- Familie (2000)
- Bella Bettien (2002)
- Bride Flight (2008)
- Nooit te oud (2013)
- Viskom (2014)

## Radio
- De oorlogskoningin (2015)[5]

## Télévision
- De stille kracht (1974)
- Dossier Verhulst (1986)
- Zaterdagavondcafe (1992)
- Unit 13 (nl) (1998)
- Rozengeur & Wodka Lime (2005)
- Man & Paard (2006)
- Levenslied (2010)

## Théâtre
- Soldaat van Oranje (2011)
- We want more (2016)

## Récompenses
- Theo d'Or (1973 et 1981)